# Picea obovata
Picea obovata är en tallväxtart som beskrevs av Carl Friedrich von Ledebour. Picea obovata ingår i släktet granar, och familjen tallväxter. Inga underarter finns listade i Catalogue of Life.
Arten förekommer i nästan hela Ryssland med undantag av den sydliga europeiska delen samt i Mongoliet. Den växer i låglandet och i bergstrakter upp till 2000 meter över havet. Picea obovata är ett typiskt träd för den ryska taigan och den når sydliga delar av tundran. Trädets rötter är förankrade i jordskiktet ovanför permafrosten.
Picea obovata kan bilda skogar där inga andra trädarter växer eller den bildar barrskogar tillsammans med pichtagran (Abies sibirica). På torra ställen kan även den vanliga tallen (Pinus sylvestris) ingå i skogarna. I den europeiska delen av utbredningsområdet hittas även dahurlärk och lövträd av björksläktet och poppelsläktet tillsammans med Picea obovata.
I några delar av utbredningsområdet kan temperaturen sjunka till -60° C. Somrarna är ofta korta och därför kan exemplar med en stamdiameter av 10 cm vara 100 år gamla.
Artens trä används främst för produktionen av pappersmassa. Det finns däremot flera andra användningsområden. Till exempel konstrueras musikinstrument av träet. Picea obovata är det mest brukade trädet i Ryssland räknat i volym.
Skogarna med Picea obovata täcker flera miljoner kvadratkilometer i Sibirien. IUCN kategoriserar arten globalt som livskraftig.

## Bildgalleri

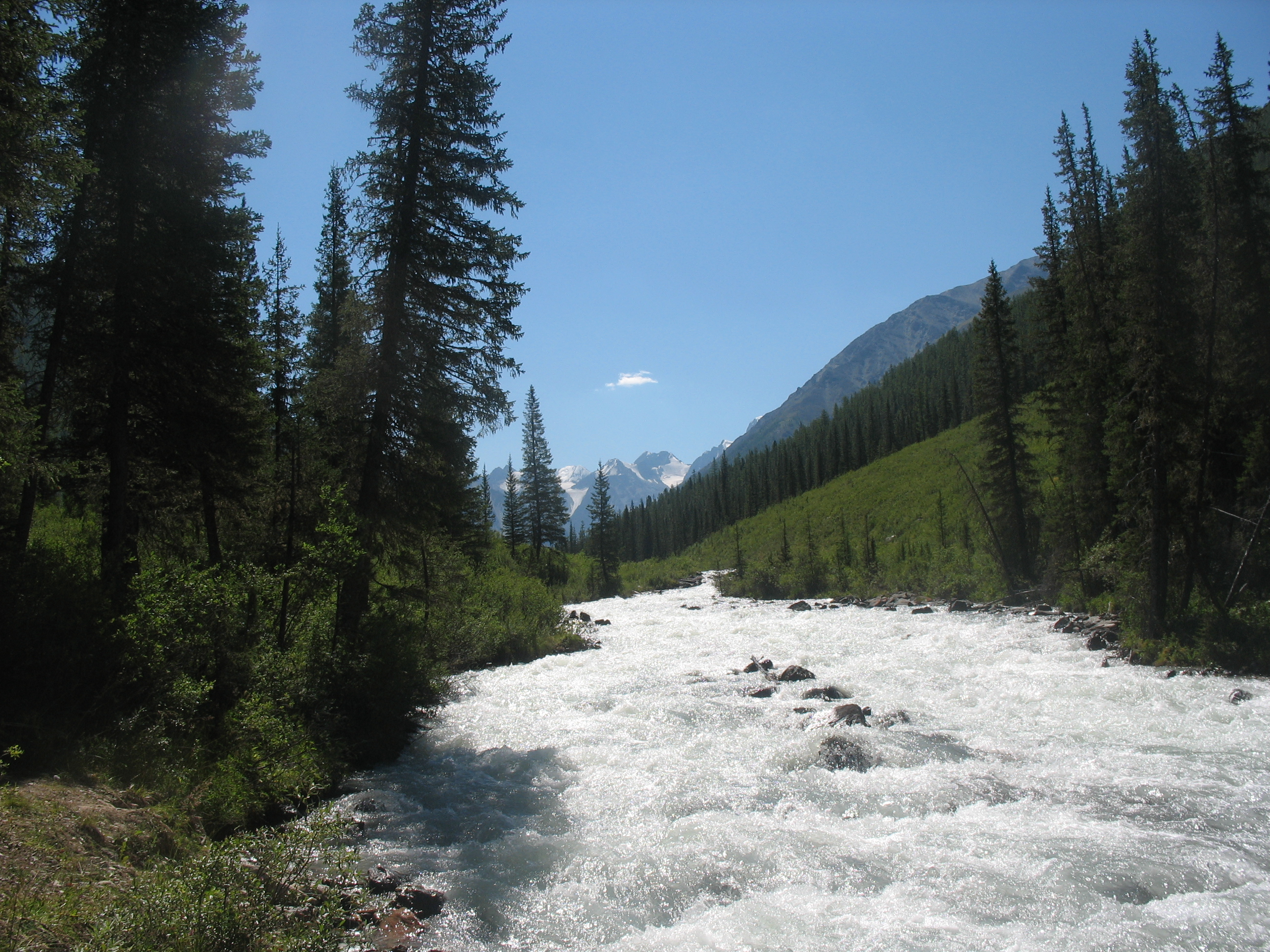
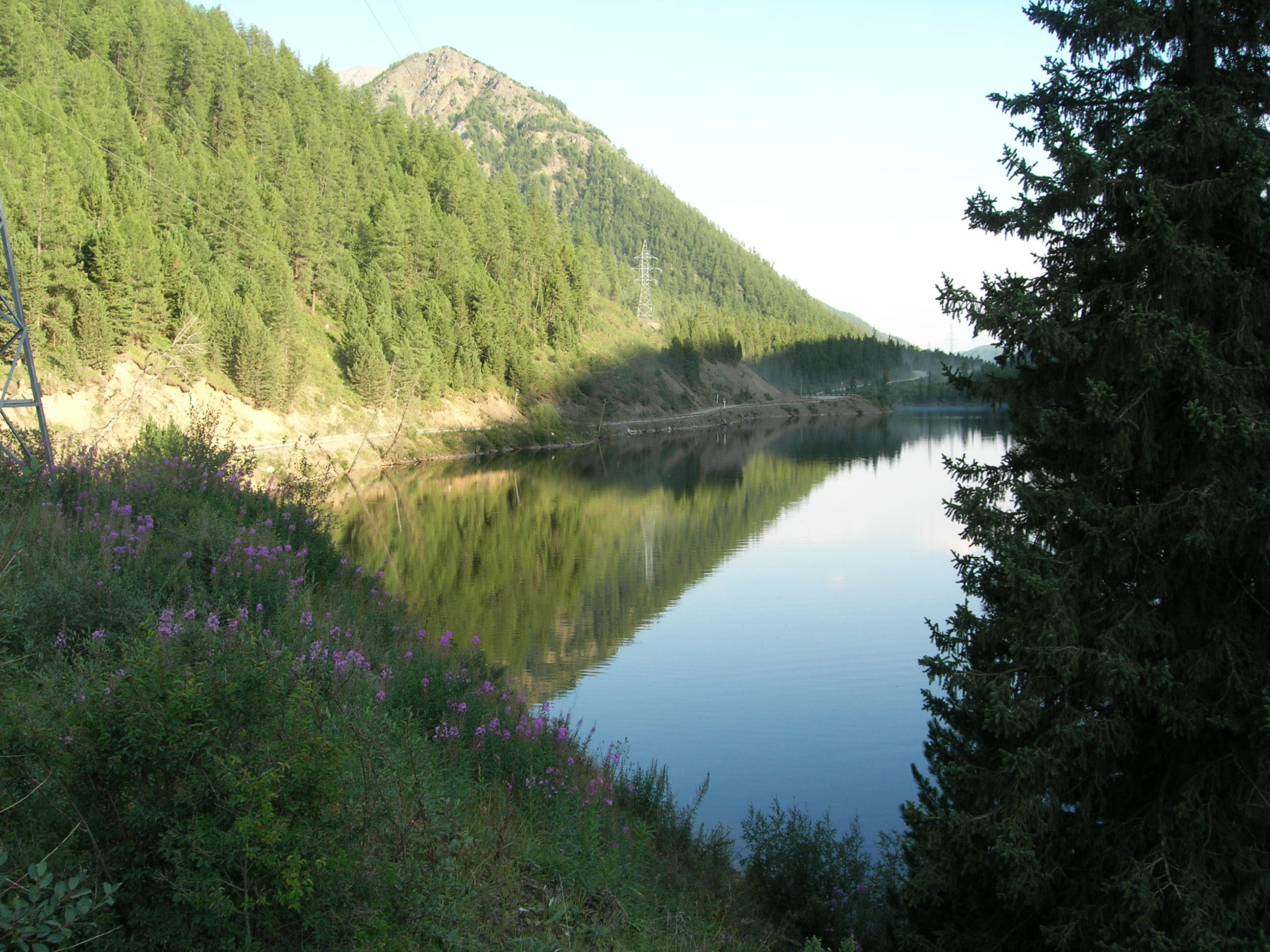
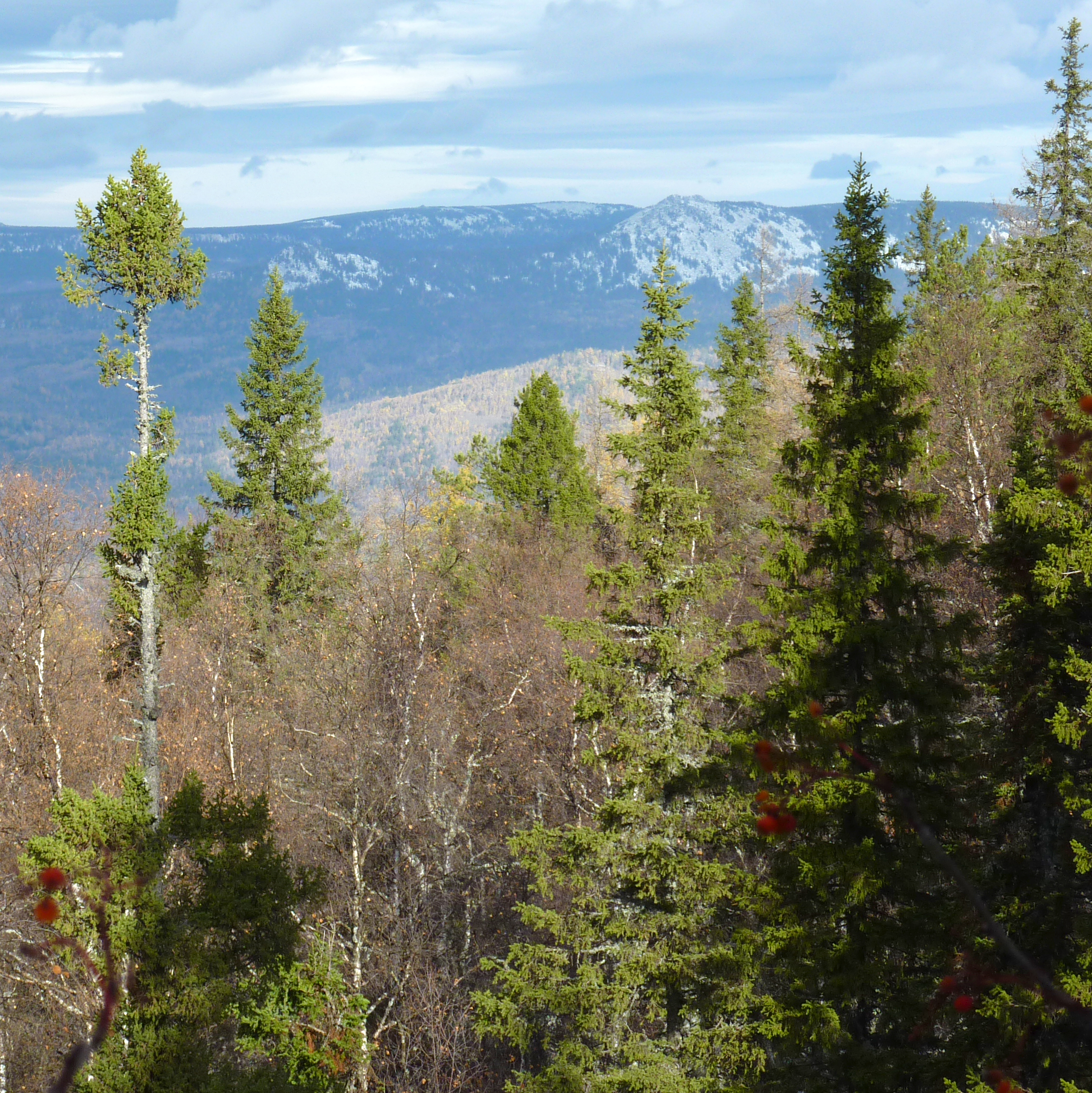
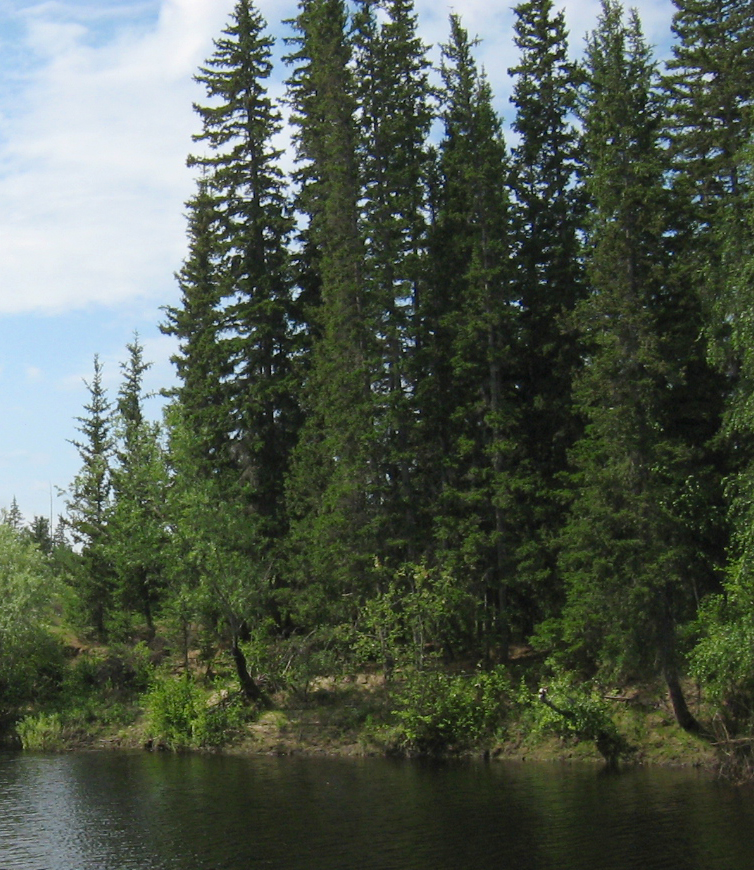
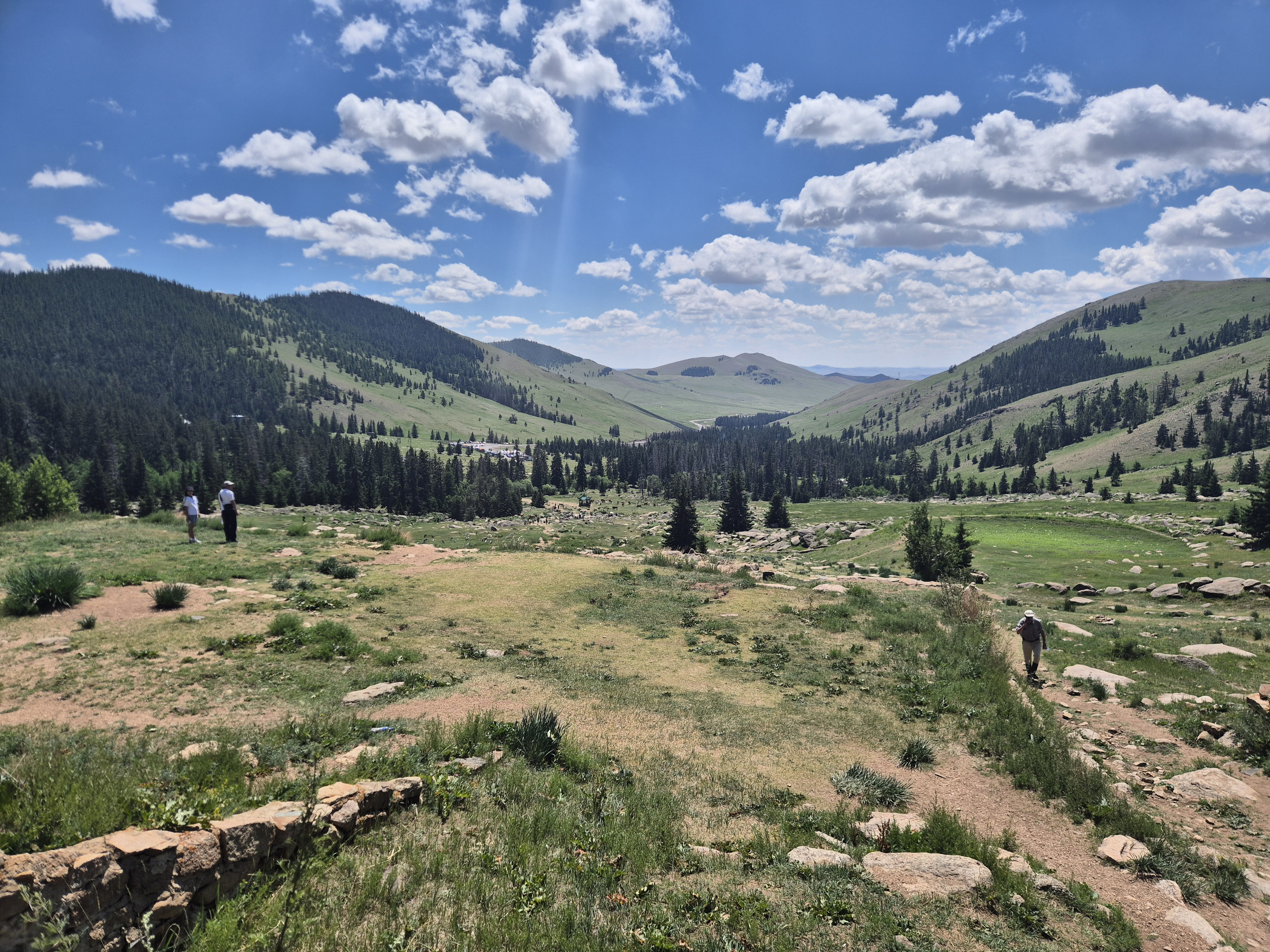